# William Christopher Zeise
William Christopher Zeise (Slagelse, 15 ottobre 1789 – Copenaghen, 12 novembre 1847) è stato un chimico danese.
A lui è dovuta la prima sintesi di un organometallo, il complesso etilene-platino(II), di formula K[PtCl3(η2-(C2H4)] · H2O, ottenuto per reazione del tetracloroplatinato di potassio K2[PtCl4] con etilene in presenza di cloruro stannoso SnCl2 come catalizzatore. In suo onore il composto fu chiamato sale di Zeise.
A lui si devono anche:
- la sintesi degli xantati, derivati dell'acido xantogenico, monoestere instabile dell'acido ditiocarbonilico RO(C=S)SH, con formula generale RO(C=S)SR';
- la prima sintesi di un tiolo;
- l'isolamento del carotene.